# Тайната на горските пазители
Тайната на горските пазители (на английски: Epic) е американски анимационен фентъзи екшън приключенски филм от 2013 г., базиран на книгата Човекът-лист и смелите добри буболечки от Уилям Джойс, продуциран от Блу Скай Студиос и разпространяван от Туентиът Сенчъри Фокс. Филмът е режисиран от Крис Уедж по сценарий, написан от Уедж, Джеймс В. Харт, Даниъл Шиър, Том Джей Ейстъл и Мат Ембър, и е озвучен с гласовете на Колин Фарел, Джош Хъчърсън, Аманда Сайфред, Кристоф Валц, Азиз Ансари, Крис О'Доуд, Питбул, Джейсън Судейкис, Стивън Тайлър и Бионсе Ноулс.
След като тийнейджърката Мери Катрин неочаквано попада в таен горски свят, обитаван от говорещи охлюви, горски жители и малки войници, тя е въвлечена в диво приключение между доброто и злото и заедно с новите си приятели трябва да се бори, за да защити свят, за който не е подозирала, че съществува.
Международната премиера на Тайната на горските пазители е на 16 май 2013 г. Филмът получава смесени отзиви от критиците и получава 268 милиона долара приходи срещу бюджета от 93 милиона долара.